# Poecilopsetta dorsialta
Poecilopsetta dorsialta is een straalvinnige vissensoort uit de familie van schollen (Pleuronectidae). De wetenschappelijke naam van de soort is voor het eerst geldig gepubliceerd in 2001 door Guibord & Chapleau.